# 梅利莎·英格拉姆
梅利莎·英格拉姆（英語：Melissa Ingram，1985年6月24日—），新西兰女子游泳运动员。她曾代表新西兰参加2002年和2006年英联邦运动会游泳比赛，其中2006年英联邦运动会获得一枚铜牌。